# Elbląg (comune rurale)
Elbląg (città tedesca fino al 1945 col nome di Elbing) è un comune rurale polacco del distretto di Elbląg, nel voivodato della Varmia-Masuria.
Ricopre una superficie di 192,06 km² e nel 2004 contava 6 501 abitanti.
Il capoluogo è Elbląg, che non fa parte del territorio ma costituisce un comune a sé.

## Geografia antropica

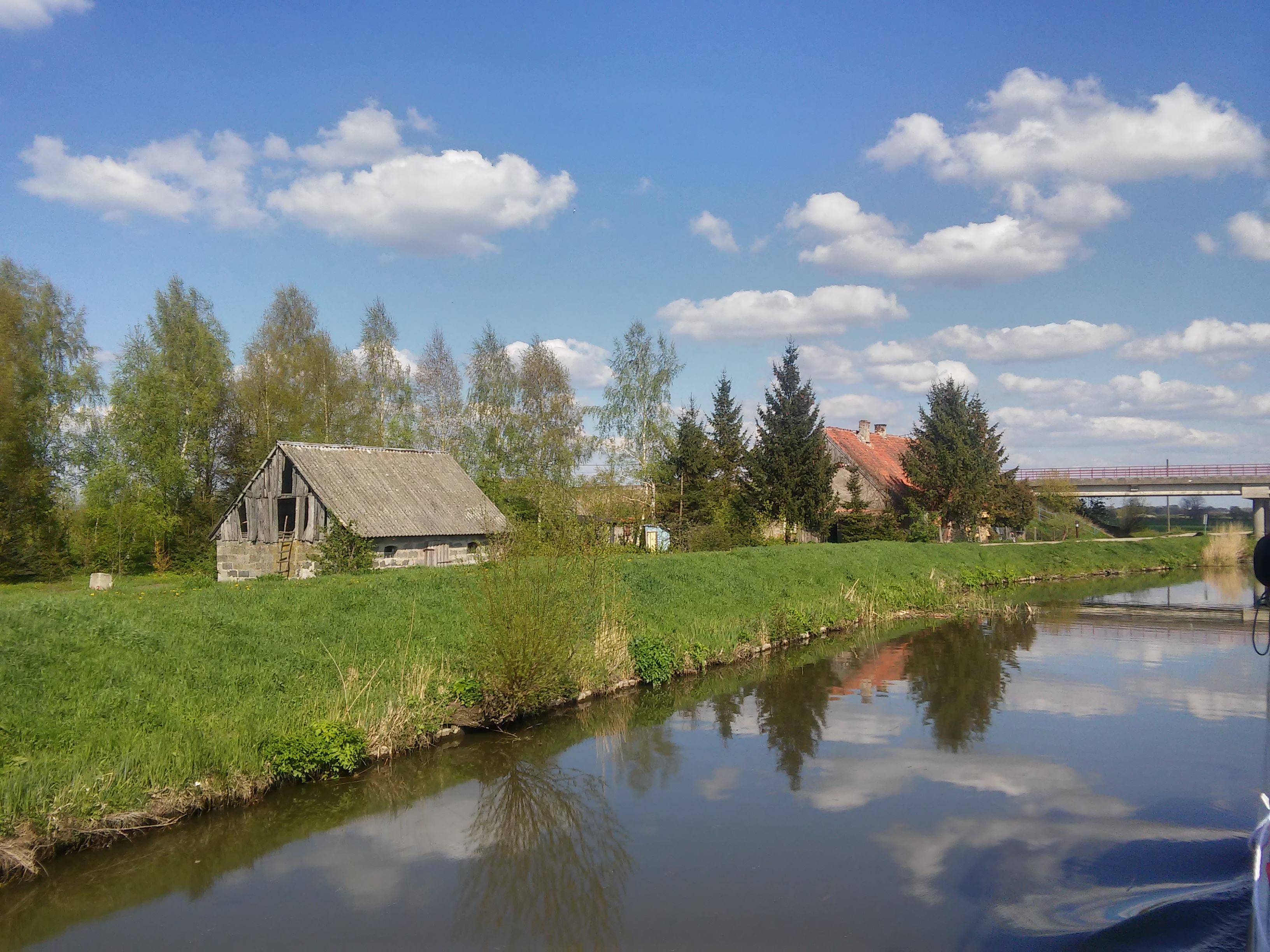
Klepa

### Villaggi
Il comune conta diversi villaggi e località: Adamowo, Adamowo-Osiedle, Batorowo, Bielnik Drugi, Bielnik Pierwszy, Bogaczewo, Chlewki, Cieplice, Czechowo, Dłużyna, Dolna Kępa, Druzieńska Karczma, Drużno, Gronowo Górne, Gronowo Górne-Osiedle, Helenowo, Jagodno, Janów, Janowo, Józefowo, Karczowizna, Kazimierzewo, Kępa Rybacka, Kępiny Wielkie, Klepa, Komorowo Żuławskie, Krzyż, Lisów, Myślęcin, Nowa Pilona, Nowakowo, Nowakowo Trzecie, Nowe Batorowo, Nowina, Nowotki, Nowy Dwór, Pasieki, Pilona, Przezmark, Przezmark-Osiedle, Raczki Elbląskie, Rybaki, Sierpin, Tropy Elbląskie, Ujście, Weklice, Węzina, Władysławowo e Zaścianek.